# Distrofia facio-scapolo-omerale
La distrofia facio-scapolo-omerale (FSHD, sigla inglese di Facio-Scapulo-Humeral Dystrophy) è una forma autosomica dominante di distrofia muscolare che colpisce inizialmente la muscolatura facciale, scapolare e degli arti superiori.

## Epidemiologia
È la terza più comune malattia genetica della muscolatura scheletrica. Si manifesta in età adolescenziale, il 95% dei pazienti affetti manifesta la malattia entro i 20 anni.

## Sintomatologia
I sintomi (di tipo miopatico, specialmente debolezza muscolare) possono svilupparsi nella prima infanzia e di solito divengono evidenti negli anni dell'adolescenza. Il 95% degli individui affetti manifesta la malattia entro i 20 anni di età. L'esordio comprende in genere una debolezza della muscolatura striata scheletrica, in zona facciale, scapolare e agli arti inferiori, che presto si estende anche ad altre regioni corporee, ad esempio al collo, al tronco, all'addome e nei flessori ed estensori di avambracci e dita. Tale ipostenia (riduzione di forza) è spesso asimmetrica. L'aspettativa di vita è normale, tuttavia fino al 15% delle persone affette diventa gravemente disabile e deve far uso alla fine di una sedia a rotelle. Si può sviluppare anche una miosite.
Anche se la prevalenza dell'insufficienza respiratoria in questo disturbo rimane sostanzialmente sconosciuta, si segnala che in uno studio olandese circa l'1% dei pazienti ha richiesto supporto ventilatorio (notturno o diurno). Ulteriori sintomi non muscolari sono frequentemente associati con la FSHD e includono una ipoacusia (riduzione dell'udito) subclinica di tipo neurosensoriale e la telengectasia retinica. La fisiopatologia della FSHD è tuttora sconosciuta.

## Eziologia e trattamento
Le modificazioni istologiche dei muscoli sono aspecifiche per un danno miopatico. È evidente nel muscolo un iniziale processo infiammatorio, ma non vi è stata risposta alla terapia corticosteroidea ad alte dosi in studi in aperto. Studi sugli animali sugli effetti anabolici di antagonisti beta adrenergici basati sui modelli di danno muscolare hanno portato ad una sperimentazione in aperto del salbutamolo (in inglese conosciuto come albuterolo, è un agonista β2 adrenergico) nella quale i pochi risultati preliminari mostrano un miglioramento della massa muscolare e della forza nella FSHD. Studi preliminari di colture cellulari muscolari suggeriscono una maggiore sensibilità agli stress ossidativi, ma richiedono ulteriori approfondimenti.
Più del 95% dei casi di FSHD è associato con la delezione di copie integrali di una unità di ripetizione in tandem di 3,3 Kilobasi (ripetizione D4Z4) nella regione subtelomerica 35 del braccio lungo del cromosoma 4 (4q35). Nel 2010 è stato ipotizzato un secondo meccanismo necessario per lo sviluppo della FSHD e per la prima volta è stata fornita una teoria unificante per la genetica alla base della FSHD. Il secondo meccanismo è stato definito un "guadagno di funzione tossica" del gene DUX4, e per la prima volta nella storia della ricerca genetica è stata avanzata l'ipotesi che un "gene morto" possa in qualche modo "risvegliarsi" e causare la malattia.
La trasmissione è autosomica dominante, fino a 1/3 dei casi appare come espressione di mutazione de novo (nuove, cioè non trasmesse). La delezione è il risultato di una dislocazione globale dell'espressione genica. Se l'intera regione è rimossa, ci sono malformazioni alla nascita, ma non specifiche alterazione della muscolatura scheletrica. Sembra che gli individui debbano presentare 11 o meno unità ripetute per essere a rischio di FSHD. Nonostante la natura della mutazione del DNA sia nota, non è stato possibile identificare un gene o meccanismo che causi la FSHD ed è stato ipotizzato un effetto di nuova posizione per spiegare il fenotipo della malattia.
Inoltre, alcuni casi di FSHD sono il risultato di riarrangiamenti tra la regione subtelomerica del braccio lungo del cromosoma 4 (4q) e una regione subtelomerica del braccio lungo del cromosoma 10 (10q) che contiene una struttura a ripetizione in tandem altamente omologa (95%) a 4q35.
La malattia si verifica quando la traslocazione esita in una perdita critica di ripetizioni in tandem nella regione su 4q. Tuttavia esiste una grande famiglia, con un fenotipo indistinguibile dalla FSHD, nella quale non è stata trovata alcuna modificazione patologica a carico della regione su 4q né alcuna traslocazione 4q-10q.
Nel 2025 è stata comunicata la scoperta del ruolo di una molecola di RNA chiamata FRG2A-t, che si accumula nei ribosomi cellulari, le fabbriche delle proteine dei muscoli, compromettendo la capacità di questi organi di funzionare correttamente.

## Associazioni
- La UILDM – Unione Lotta alla Distrofia Muscolare è l’Associazione nazionale di riferimento per le distrofie muscolari tra cui la FSHD e le altre malattie neuromuscolari ed è presente e opera su tutto il territorio nazionale grazie all’impegno di 66 Sezioni locali. La UILDM è sinonimo dal 1961 in Italia di cura e ricerca scientifica sulla FSHD e su tutte le patologie neuromuscolari, si occupa di inclusione sociale, diritto allo studio e al lavoro, vita indipendente, libera accessibilità e mobilità, e, infine, di attività per il tempo libero. La UILDM ha costituito la Fondazione Telethon nel 1990 e I Centri NeMO nel 2007 con sei sedi a Milano, Roma, Messina, Genova, Napoli e Brescia con Ancona e Trento in arrivo. La UILDM tra le più importanti realtà europee del settore associative ed è membro della World fshd Alliance.
- La FSH Society è stata istituita nel 1991 e si occupa dei problemi e dei bisogni correlati alla FSHD. Questo ente è separato e distinto dalla Muscular Dystrophy Association, che si occupa di tutta la gamma di problemi correlati alla distrofia muscolare.
- La FSHD Italia è stata costituita nel 2009 si occupa di distrofia Facio-scapolo-omerale, è una realtà locale con l'unica sede a Roma, promuove la conoscenza della patologia e la diffusione dei metodi più aggiornati per migliorare la qualità della vita.